# أسريجة
أسريجة إحدى قرى مركز الباجور التابع لمحافظة المنوفية في جمهورية مصر العربية.

## التاريخ
قرية أسريجة من القرى القديمة، حيث وردت باسم «شريجة» في أعمال المنوفية ضمن قرى الروك الصلاحي التي أحصاها ابن مماتي في كتاب قوانين الدواوين، كما وردت باسم «أسريجة» في أعمال المنوفية ضمن قرى الروك الناصري التي أحصاها ابن الجيعان في كتاب «التحفة السنية بأسماء البلاد المصرية». وفي العصر العثماني وردت باسم «أسريجة» في التربيع العثماني الذي أجراه الوالي العثماني سليمان باشا الخادم في عصر السلطان العثماني سليمان القانوني ضمن قرى ولاية المنوفية، وفي تاريخ 1228هـ/1813م الذي عدّ قرى مصر بعد المسح الذي قام به محمد علي باشا باسم «أسريجة» ضمن قرى مديرية المنوفية.

## السكان
بلغ عدد سكان أسريجة 1,984 نسمة، حسب الإحصاء الرسمي لعام 2006.